# Stephanitis
Genre
Stephanitis est un genre d'insectes du sous-ordre des hétéroptères (punaises), de la famille des Tingidae.

## Liste des sous-genres
Selon BioLib (31 aout 2016) :
- Stephanitis (Menodora) Horváth, 1912
- Stephanitis (Norba) Horváth, 1912
- Stephanitis (Stephanitis) Stål, 1873

## Liste des espèces(à compléter)
- Stephanitis blatchleyi
- Stephanitis pyri - tigre du poirier
- Stephanitis pyrioides
- Stephanitis rhododendrei
- Stephanitis takeyai